# Rod Price
Rod Price, rodným jménem Roderick Michael Price, (22. listopadu 1947, Willesden, North London, Spojené království – 22. března 2005, Wilton, New Hampshire, USA) byl anglický kytarista, člen rockové skupiny Foghat. V té působil od jejího vzniku v roce 1971 a do roku 1980, kdy ji opustil, s ní nahrál devět studiových alb. Skupina se o několik let později rozpadla, ale v roce 1993 byla obnovena, a to i s Pricem v sestavě. Po vydání jednoho alba (1994) skupinu v roce 1999 definitivně opustil.
Před nástupem k Foghat působil v kapele Black Cat Bones, se kterou vydal desku Barbed Wire Sandwich (1970).
V letech 2000 a 2003 vydal dvě sólová alba, Open a West Four. Zemřel po pádu ze schodů ve věku 57 let.